# Les Quatre Saisons (série télévisée)
Pour les articles homonymes, voir Les Quatre Saisons (homonymie).
Les Quatre Saisons (The Four Seasons) est une mini-série télévisée américaine créée par Tina Fey, Lang Fisher (en) et Tracey Wigfield (en) et diffusée le 1er mai 2025 sur Netflix.
Il s'agit d'une adaptation du film de 1981 Les Quatre Saisons, réalisé par Alan Alda, qui apparaît dans la série en tant que Don.

## Synopsis
Comme chaque saison, trois couples d’amis de longue date se retrouvent pour des vacances communes. Mais cette année, l’équilibre du groupe est bouleversé lorsqu’un couple annonce sa séparation et que le mari revient accompagné d’une nouvelle compagne, bien plus jeune...

## Distribution

### Acteurs principaux
- Tina Fey (VF : Valérie Karsenti) : Kate Burroughs
- Steve Carell (VF : Constantin Pappas) : Nick Callan
- Colman Domingo (VF : Jean-Baptiste Anoumon) : Danny
- Marco Calvani (en) (VF : Sébastien Desjours) : Claude
- Kerri Kenney-Silver (VF : Marie-Laure Dougnac) : Anne
- Will Forte (VF : Emmanuel Curtil) : Jack Burroughs
- Erika Henningsen (VF : Bénédicte Bosc): Ginny

### Acteurs secondaires
- Julia Lester (en) (VF : Joséphine Ropion) : Lila
- Alan Alda (VF : Frédéric Cerdal) : Don
- Ashlyn Maddox (VF : Erine Serrano) : Beth
- Jacob Buckenmyer : Lumberjack
- Taylor Ortega (VF : Emma Santini) : Rachel
- Simone Recasner : Sarah
- Toby Huss : Terry
- Tommy Do (VF : Joseph Laurent) : Colby
- Chloe Troast (en) (VF : Erine Serrano) : Mikayla
- Jack Gore (en) : Kayden
- Cole Tristan Murphy : Kyler

 Source et légende : version française (VF) sur RS Doublage

## Production

### Tournage
La mini-série de huit épisodes est une adaptation du film d'Alan Alda Les Quatre Saisons, sorti en 1981, par Tina Fey, Lang Fisher et Tracey Wigfield pour Netflix. Elle est produite par Little Stranger Inc. Les trois scénaristes sont producteurs exécutifs, avec David Miner, Eric Gurian et Jeff Richmond. Alda et Marissa Bregman, fille du producteur du film, Martin Bregman, sont producteurs de la série. Fey joue également dans la série et en avril 2024, elle est rejointe par Steve Carell, et en juin 2024 par Colman Domingo, Erika Henningsen, Will Forte, et Kerri Kenney-Silver,,,. Marco Calvani a ensuite rejoint le casting en août 2024. En mars 2025, il a été révélé que Julia Lester, Alan Alda, Ashlyn Maddox, Jacob Buckenmyer, Taylor Ortega, Simone Recasner, Toby Edward Huss, Tommy Do, Chloe Troast, Jack Gore et Cole Tristan Murphy ont rejoint la série en tant qu'invités.
Le tournage a eu lieu dans l'État de New York au cours du second semestre 2024. Le tournage a également eu lieu à Porto Rico,.

### Développement
La série est renouvelée pour une saison 2, moins de deux semaines après la diffusion de la saison 1.